# Jendrzejowicz
Jendrzejowicz, (Hufeise, Jędrzejewicz, Jędrzejowicz, Podkowa) – polski herb szlachecki, nadany w Galicji.

## Opis herbu
Opis zgodnie ze współczesnym językiem blazonowania:
W polu błękitnym podkowa srebrna. Klejnot: Ręka zbrojna w słup z mieczem pomiędzy dwoma piórami strusimi błękitnymi. Labry: Błękitne podbite srebrem.

## Najwcześniejsze wzmianki
Nadany Janowi Jendrzejowiczowi razem z pierwszym stopniem szlachectwa (Edler von) i predykatem (przydomkiem) von Jendrzejowicze w Galicji 20 maja 1786 roku. Nobilitowany był Ormianinem, synem Mikołaja, kupca w Warszawie oraz Zuzanny z Zacharyasiewiczów. W Galicji posiadał dobra Nieborów, Hyzyń i Dylęgówka w cyrkule rzeszowskim. Posiadał też dom w Warszawie.
Herb wymieniony został w herbarzu szlachty galicyjskiej Hefnera z 1863 roku pod nazwą Podkowa, Hufeise.
Następnie przytoczono go w nowym herbarzu Siebmachera z 1905 roku, pod nazwą Podkowa i Jendrzejowicz.
Jako Jędrzejewicz, Jędrzejowicz wymienił ten herb Juliusz Karol Ostrowski w 1906 roku.
Opis tego herbu pod nazwą Jędrzejowicz, znalazł się w herbarzu Seweryna Uruskiego z 1909 roku

## Herbowni
Jendrzejowicz Edler von Jendrzejowicze. Nazwisko zapisywane także jako Jędrzejewicz, Jędrzejowicz.